# کریستف شوالر
کریستف شوالر (انگلیسی: Christof Schwaller؛ زادهٔ ۳ اکتبر ۱۹۶۶) ورزشکار کرلینگ اهل سوئیس است.